# Dejeaniops fallaciosus
Dejeaniops fallaciosus är en tvåvingeart som beskrevs av Engel 1920. Dejeaniops fallaciosus ingår i släktet Dejeaniops och familjen parasitflugor. Inga underarter finns listade i Catalogue of Life.